# 로베르트 골로프
로베르트 골로프(슬로베니아어: Robert Golob, 1967년 1월 23일~)는 슬로베니아의 정치인이다. 2022년 6월부터 슬로베니아의 총리를 맡고 있다.